# Хирошима, љубави моја
Хирошима, љубави моја (франц. Hiroshima mon amour; јап. 二十四時間の情事) је романтични драмски филм  из 1959. године, из периода француског новог таласа, у режији француског филмског редитеља Ален Ренеа по сценарију Маргерит Дирас. Ренеово прво дугометражно дело, филм је копродукција између Француске и Јапана, и документује серију интензивно личних нелинеарних разговора (или један огроман разговор) у периоду од 36 сати између француске глумице Ел (која је значи „Она“), и јапанског архитекте, Луја (што значи „Он“).
Био је то главни катализатор за кинематографију на левој обали, користећи минијатурне флешбекове за стварање нелинеарне приче. Привукао је међународну пажњу на нови покрет у француској кинематографији, заједно са филмовима као што су До последњег даха и 400 удараца. Филм приказује Ренеову иновативну употребу кратких секвенци флешбекова како би сугерисали бљесак успомена. Овај филм се сматра једним од најутицајнијих филмова француског новог таласа.

## Продукција
Према Џејмс Монаку, Рене је првобитно хтео да направи краћи документарац о атомској бомби, али је провео неколико месеци збуњен како да настави, јер није желео да направи нешто слично његовом документарцу из 1956. године о Холокаусту Ноћ и магла. Касније се шалио са продуцентом говрећи му да филм не би био завршен, да Маргерит Дирас није писала сценарио.
Филм је копродукција компанија из Јапана и Француске. Продуценти су одредили да један главни лик мора бити Француз, а други Јапанац, а такође су захтевали да се филм снима у обе земље уз ангажовање филмских екипа од техничара из сваке.

## Радња
У свом првом играном филму Ален Рене користи своје искуство са кратким документарцима. Француска жена (Емануел Рива) има аферу са јапанским архитектом (Еиџи Окада) у Хирошими, у коју је дошла да сними филм. Рене користи архивски снимак бомардовања Хирошиме из 1945. заједно са снимцима музеја и реновираног града. (Тачније филм почиње као документарац о Хирошими и атомској бомби, који је Рене хтео тада да претвори у играни филм.) Ови снимци су испресецани лирским сценама љубавног пара. Контрастирање нежне љубави и ратних ужаса проузрокује да се жена сети сопствене прошлости у француском граду Неверу. Током рата је имала аферу са немачким војником и планирала је да оде из града са њим, када је он у последњем дану ратовања изгубио живот. Слатка и болна сећања на ову епизоду њеног живота навру са великим интензитетом када се деси кратка афера са Јапанцем. На крају филма, ова афера ће се завршити тако што се обоје враћају својим браковима.

## Сценарио
Сценарио је написала Маргерит Дирас, која је извршила важан утицај на француски филм. Касније је и сама постала редитељка, а њен рад показује обузетост идејом утицаја прошлости на садашњост. За Ренеа сећање је стална тема. Један од његових документараца о Француској националној библиотеци, носи назив Целокупно светско сећање (1956). У Хирошима, љубави моја, Рене користи сложену структуру сачињену од флешбекова, чиме се открива све више и више о прошлости која се меша са садашњошћу. Структуру обједињује музика Ђованија Фуша и Жоржа Делеруа. Филм је до најситнијих нијанси испуњен емоционалношћу ликова. Чини се да филм жели да истакне да „ја“ зависи од сећања која на крају избледе.

## Филмске референце
У својој књизи о Ренеу, Џејмс Монако завршава своје поглавље о филму тврдњом да филм садржи референцу на класични филм Казабланка из 1942.
| „ | Ево 'немогуће' љубавне приче између двоје људи који се боре са сликом далеког рата. На крају овог романтичног, дирљивог филма о одсуству и обавезама, двоје судбоносних љубавника сусрећу се у кафићу. Рене нам даје ретку слику локације. „Он“ ће се последњи пут састати са „Оном“ у бару под називом „Казабланка“ – баш овде усред Хирошиме! И даље је иста стара прича. Борба за љубав и славу. Случај "учини или умри". Свет ће увек дочекати љубавнике. Како време пролази. | ” |

## Глумачка постава
- Емануел Рива као Ел
- Еиџи Окада као Луј
- Бернард Фресон као Немац
- Стела Дасас као мајка
- Пјер Барбо као отац